# Mala vas, Gorišnica
Mala vas este o localitate din comuna Gorišnica, Slovenia, cu o populație de 243 de locuitori.